# Voyria tenella
Voyria tenella är en gentianaväxtart som beskrevs av Guild. och William Jackson Hooker. Voyria tenella ingår i släktet Voyria och familjen gentianaväxter. Inga underarter finns listade i Catalogue of Life.